# Benjamin Édelin
Benjamin Édelin (* 23. Februar 1993 in Saint-Lô) ist ein französischer Radsporttrainer und früherer Bahnradsportler und späterer Radsporttrainer.

## Sportliche Laufbahn
2010 wurde Benjamin Édelin gemeinsam mit Kévin Guillot und Julien Palma Junioren-Weltmeister im Teamsprint. Dabei stellten die drei Sportler einen neuen Junioren-Weltrekord über 45,402 Sekunden auf, der bis zum 19. August 2015 Bestand hatte. Im selben Jahr wurden die drei Fahrer gemeinsam auch Junioren-Europameister im Teamsprint, Édelin zudem auch im Keirin. 2011 wurde Édelin gemeinsam mit Palma und Anthony Jacques Vize-Weltmeister im Teamsprint, und auch im 1000-Meter-Zeitfahren errang er eine Silbermedaille. 2013 belegte er bei der U23-Europameisterschaft Platz zwei im Keirin.
Ab 2014 startete Édelin in der Elite und belegte mehrfach Podiumsplätze bei nationalen Meisterschaften. 2016 errang er gemeinsam mit Sébastien Vigier und Quentin Lafargue jeweils die Silbermedaille im Teamsprint bei den Läufen des Bahnrad-Weltcups in Glasgow und in Apeldoorn. Im Frühjahr 2017 errang er bei den  Bahnweltmeisterschaftenin Hongkong mit Vigier und Lafargue die Bronzemedaille im Teamsprint, im Herbst desselben Jahres wurden die drei Sportler gemeinsam Europameister. Beim Lauf des Bahnrad-Weltcup 2017/18 in Minsk belegte er gemeinsam mit Michaël D’Almeida und Rayan Helal Platz drei.
2017 beendete Benjamin Édelin seine aktive Radsportlaufbahn und begann, als Trainer zu arbeiten.

## Erfolge
2010

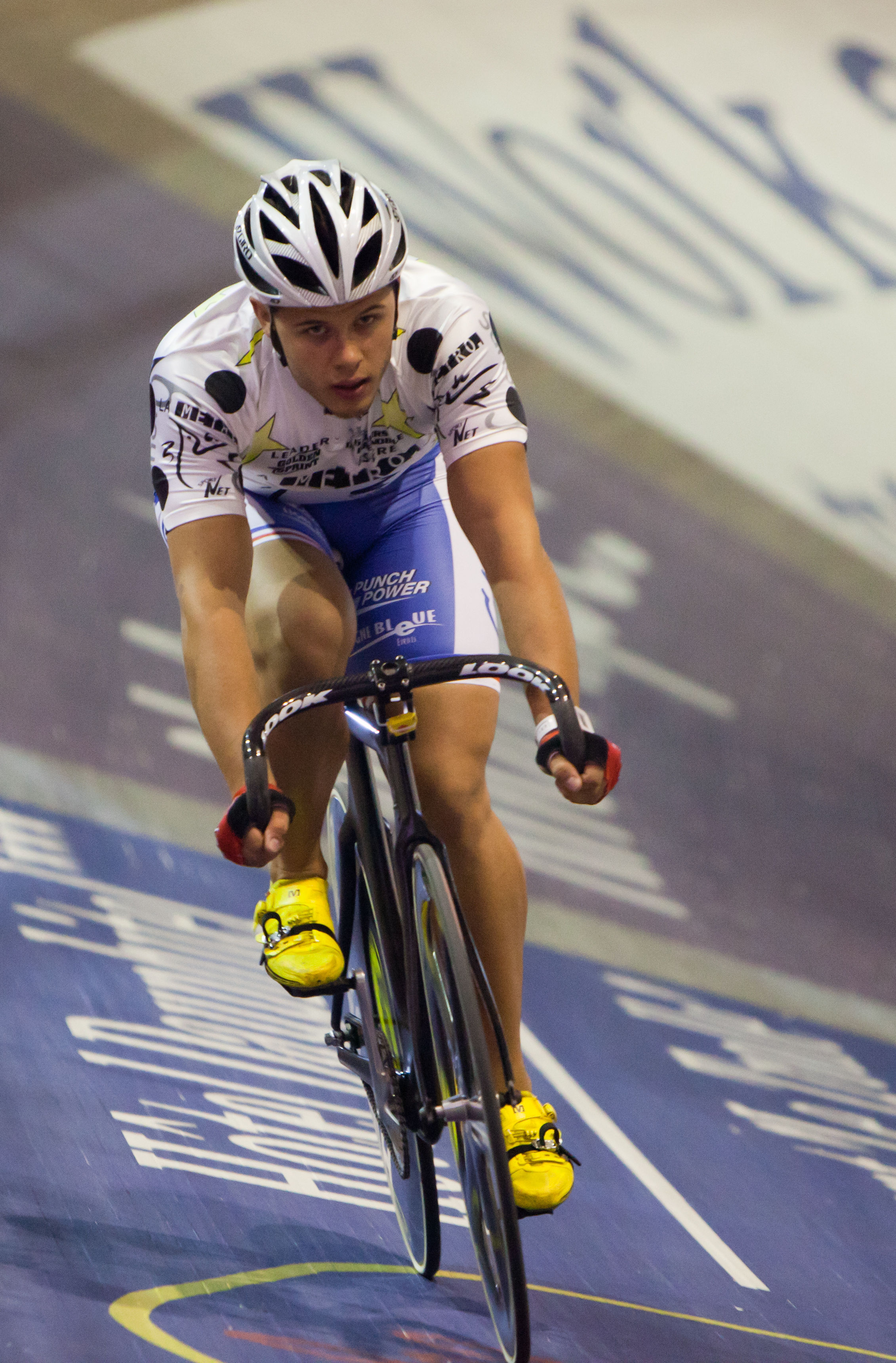
Benjamin Édelin beim Sechstagerennen in Grenoble (2011)

- Junioren-Weltmeister – Teamsprint (mit Kévin Guillot und Julien Palma)
- Junioren-Europameister – Keirin, Teamsprint (mit Kévin Guillot und Julien Palma)

2011
- Junioren-Weltmeisterschaft – 1000-Meter-Zeitfahren, Teamsprint (mit Anthony Jacques und Julien Palma)
- Junioren-Europameister – 1000-Meter-Zeitfahren, Teamsprint (mit Anthony Jacques und Julien Palma)

2013
- U23-Europameisterschaft – Keirin

2017
- Weltmeisterschaft – Teamsprint (mit Sébastien Vigier und Quentin Lafargue)
- Europameister – Teamsprint (mit Sébastien Vigier und Quentin Lafargue)